# Невская улица (Зеленогорск)
Не́вская у́лица — улица в городе Зеленогорске Курортного района Санкт-Петербурга. Юридически проходит от Сапожной улицы до Паровозной улицы, фактически — от Сапожной улицы до Институтской улицы.
Первоначальное название — Nevakatu — появилось в 1920-х годах. Оно переводится с финского языка как Топкая (или Болотная) улица.
После войны улицу переименовали в Невскую — по реке Неве. Этот вариант представляет собой ошибочный перевод финского геонима.
Проектом планировки предполагается частично изменить трассу Невской улицы на участке от Институтской улицы на восток.